# Tatiana Suarez
Tatiana Suarez (ur. 19 grudnia 1990 w Covinie) – amerykańska zapaśniczka i zawodniczka mieszanych sztuk walki. Od 2016 startuje w Ultimate Fighting Championship (UFC)

## Kariera w zapasach
Zdobyła brązowy medal mistrzostw świata w 2008 i 2010. W 2009 roku zajęła piąte miejsce. Złota medalistka mistrzostw panamerykańskich z 2008. Druga w Pucharze Świata w 2010 i piąta w 2011. Srebrna (2007) i brązowa (2008) medalistka MŚ juniorów. Reprezentowała Lindenwood University.

## Kariera MMA
Od 2014 roku walczy w MMA. W 2016 roku wygrała turniej The Ultimate Fighter 23 w wadze słomkowej (do 52 kg), dzięki czemu podpisała kontrakt z największą organizacją MMA na świecie - Ultimate Fighting Championship. We wrześniu 2018 roku niepokonana Suarez odniosła siódme z rzędu zwycięstwo w zawodowej karierze, pokonując przed czasem byłą mistrzynię UFC Carlę Esparzę, co zapewniło jej trzecie miejsce w oficjalnym rankingu UFC w wadze słomkowej i status jednej z pretendentek do mistrzostwa organizacji.
8 lutego 2025 w drugiej walce wieczoru gali UFC 312 w Sydney przystąpiła do walki o pas mistrzowski wagi słomkowej, mierząc się z mistrzynią Zhang Weili. Przegrała jednogłośną decyzją sędziów.

## Lista walk w MMA

### Zawodowe
| Wynik     | Bilans | Przeciwnik (bilans przed walką) | Rozstrzygnięcie                      | Runda | Czas | Rozgrywki                                                 | Data       | Miejsce       | Uwagi |
| --------- | ------ | ------------------------------- | ------------------------------------ | ----- | ---- | --------------------------------------------------------- | ---------- | ------------- | --- |
| Przegrana | 10-1   | Zhang Weili (25-3)              | Decyzja (jednogłośna)                | 5     | 5:00 | UFC 312                                                   | 08.02.2025 | Sydney        | Pojedynek o pas mistrzowski UFC w wadze słomkowej. Co-Main Event                                           |
| Wygrana   | 10-0   | Jéssica Andrade (24-11)         | Poddanie (duszenie gilotynowe)       | 2     | 1:31 | UFC on ESPN: Sandhagen vs. Font                           | 05.08.2023 | Nashville     | Powrót do wagi słomkowej. Bonus za występ wieczoru                                                         |
| Wygrana   | 9-0    | Montana De La Rosa (12-7-1)     | Poddanie (duszenie gilotynowe)       | 2     | 2:51 | UFC Fight Night: Muniz vs. Allen                          | 25.02.2023 | Las Vegas     | Walka w wadze muszej. Bonus za występ wieczoru                                                             |
| Wygrana   | 8-0    | Nina Ansaroff (10-5)            | Decyzja (jednogłośna)                | 3     | 5:00 | UFC 238                                                   | 08.06.2019 | Chicago       | |
| Wygrana   | 7-0    | Carla Esparza (13-5)            | TKO (ciosy pięściami i łokciami)     | 3     | 4:33 | UFC 228                                                   | 08.09.2018 | Dallas        | |
| Wygrana   | 6-0    | Alexa Grasso (10-1)             | Poddanie (duszenie zza pleców)       | 1     | 2:44 | UFC Fight Night: Maia vs. Usman                           | 19.05.2018 | Santiago      | |
| Wygrana   | 5-0    | Viviane Pereira (13-0)          | Decyzja (jednogłośna)                | 3     | 5:00 | UFC Fight Night: Poirier vs. Pettis                       | 11.11.2017 | Norfolk       | |
| Wygrana   | 4-0    | Amanda Cooper (1-1)             | Poddanie (duszenie D'Arce)           | 1     | 3:43 | The Ultimate Fighter: Team Joanna vs. Team Cláudia Finale | 08.07.2016 | Las Vegas     | Debiut w wadze słomkowej. Wygrała turniej Ultimate Fighter 23 w wadze słomkowej. Bonus za występ wieczoru. |
| Wygrana   | 3-0    | Arline Coban (0-0)              | TKO (ciosy pięściami)                | 2     | 0:48 | Gladiator Challenge: California State Championship Series | 22.08.2015 | San Jacinto   | |
| Wygrana   | 2-0    | Carolina Alvarez (0-0)          | Poddanie (dźwignia na staw łokciowy) | 1     | 2:01 | Gladiator Challenge: California State Championship Series | 11.04.2015 | San Jacinto   | |
| Wygrana   | 1-0    | Tyra Parker (4-4)               | Decyzja (jednogłośna)                | 3     | 5:00 | Gladiator Challenge: Night of the Champions               | 19.07.2014 | Rancho Mirage | Debiut w zawodowym MMA. Zdobyła wakujący pas mistrzyni Gladiator Challenge w wadze muszej                  |

### Rekord wystawowy
| Wynik   | Bilans | Przeciwnik (bilans przed walką) | Rozstrzygnięcie                | Runda | Czas | Rozgrywki                                          | Data                     | Miejsce   | Uwagi                       |
| ------- | ------ | ------------------------------- | ------------------------------ | ----- | ---- | -------------------------------------------------- | ------------------------ | --------- | --------------------------- |
| Wygrana | 3-0    | Kate Jackson                    | Poddanie (duszenie gilotynowe) | 1     | 2:52 | The Ultimate Fighter: Team Joanna vs. Team Cláudia | 07.07.2016 (data emisji) | Las Vegas | Runda półfinałowa TUF 23    |
| Wygrana | 2-0    | JJ Aldrich                      | Poddanie (duszenie zza pleców) | 2     | 3:14 | The Ultimate Fighter: Team Joanna vs. Team Cláudia | 03.05.2016 (data emisji) | Las Vegas | Runda ćwierćfinałowa TUF 23 |
| Wygrana | 1-0    | Chel-c Bailey                   | Decyzja (jednogłośna)          | 2     | 5:00 | The Ultimate Fighter: Team Joanna vs. Team Cláudia | 20.04.2016 (data emisji) | Las Vegas | TUF 23 Runda eliminacyjna   |

### Amatorskie
| Wynik   | Bilans | Przeciwnik (bilans przed walką) | Rozstrzygnięcie       | Runda | Czas | Rozgrywki               | Data       | Miejsce     | Uwagi                   |
| ------- | ------ | ------------------------------- | --------------------- | ----- | ---- | ----------------------- | ---------- | ----------- | ----------------------- |
| Wygrana | 2-0    | Jessica Pryor (1-0)             | Decyzja (jednogłośna) | 3     | 2:00 | Spartan Spar Promotions | 07.03.2014 | Inglewood   |                         |
| Wygrana | 1-0    | Elizabeth Rodriguez (0-0)       | TKO (ciosy pięściami) | 1     | 1:19 | Armoured Wings 14       | 08.02.2014 | Los Angeles | Debiut w amatorskim MMA |